# Saint-Michel-Tubœuf

Saint-Michel-Tubœuf este o comună în departamentul Orne, Franța. În 1 ianuarie 2022 avea o populație de 576 de locuitori.